# 穆尔顿 (北达科他州)
穆尔顿（英語：Mooreton），是美国北达科他州下属的一座城市。根据2010年美国人口普查，该市有人口197人。2011年估计该市有人口196人，相对于2010年，增长率为?0.51%。